# Булат (металл)

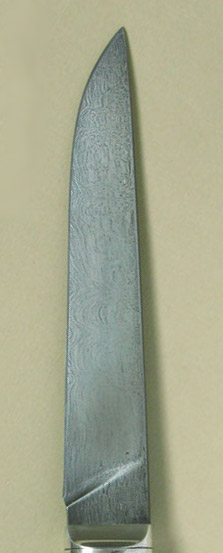
Клинок ножа из булатной стали. Ближе к острию хорошо заметен узор в виде волнообразных разводов

Була́т (от авестийского «palawad», ср.-перс. «pulad» — «сталь») — сталь, благодаря особой технологии изготовления отличающаяся своеобразной внутренней структурой и видом («узором») поверхности, высокой твёрдостью и упругостью.
С древнейших времён (первые упоминания встречаются ещё у Аристотеля) используется для изготовления холодного оружия — клинков мечей, сабель, кинжалов, ножей и других.

## История
Родиной булата является Индия. Булат производили  в Средней Азии и в Персии под названиями табан, хорасан, фаранд. Персидский учёный-мыслитель Аль-Бируни приводил некоторые сведения о его производстве: 
Совсем другой сорт получается, когда в тигле указанные вещества плавятся неодинаково и между ними не происходит совершенного смешения. Отдельные частицы их располагаются вперемешку, но при этом каждая из них видна по особому оттенку. Называется это фаранд. В мечах, которые их [два оттенка] соединяют, он высоко ценится.
На Руси были знакомы с восточным булатом и изделиями из него, есть также сведения о закупке булата для производства оружия и доспехов. Для его классификации использовались такие термины, как красный и синий булат, красное железо. 

В России литой булат, аналогичный старинным восточным образцам, был получен на Златоустовском заводе под руководством русского горного инженера, начальника Златоустовских заводов генерал-майора П. П. Аносова. Аносов начал заниматься булатом в 1828 году, по поручению Горного ведомства, и после около 185 опытных плавок были получены образцы булатных клинков и слитки булатной стали. В 1833 году Аносов записывает: «...получен был клинок настоящего булата. Многовековой тайны не стало…Булатная сталь оказалась сложным телом, состоящим из чистого железа и внедренных в него пластинок карбида железа, — химического соединения железа с углеродом, служащего как бы скелетом клинка». В 1841 году в печать вышел его труд «О булатах».
В отчётах Аносова описываются и воспроизведённые им способы получения классической кованой дамасской стали, но делается вывод о том, что это нетехнологично. В 1839 году оружие и другие изделия из русского булата демонстрировались в Санкт-Петербурге, в 1841 году работа Аносова «О булатах» была представлена на Демидовскую премию.

## Описание

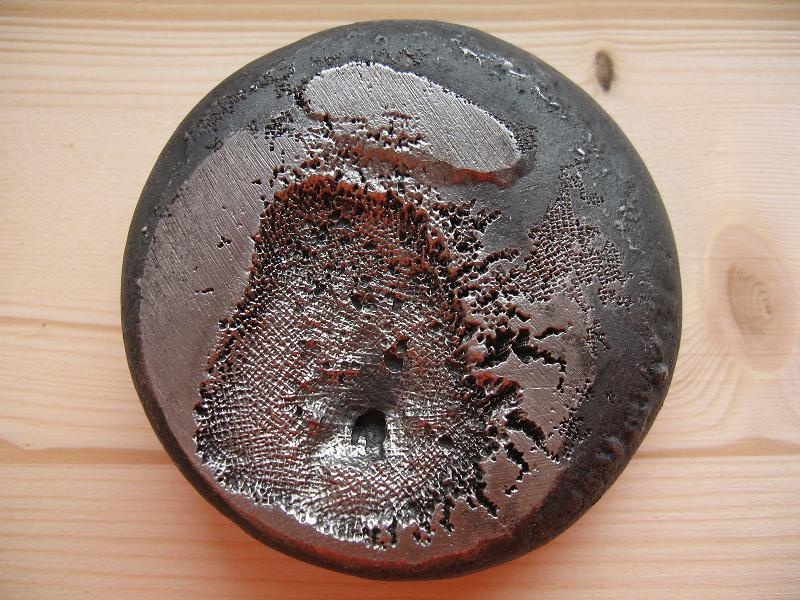
Вид современного сплавка. Внутри булатного слитка образуется развитая дендритная структура, пронизывающая весь объём слитка и выходящая даже на поверхность, что хорошо видно на снимке. Дендритная кристаллизация указывает на низкое качество полученной стали. Сплавки качественных булатов дендритного рисунка не имеют

Булат — собирательное название для твёрдых и вязких сплавов железа и углерода. Химически булат отличается от стали количественным содержанием углерода. По этому показателю булат близок к чугунам. Но физически он сохраняет ковкость низкоуглеродистых сталей и ощутимо превосходит последние по твёрдости после закалки. Такие свойства более связаны со структурой металла, нежели с химическим составом (по аналогии с чистым без примесей графитом и алмазом, у которых химический состав идентичен, но физические свойства различны). Таким образом, один только химический анализ не позволяет определить отношение металла к булатам.
Булат может быть, как в случае с дамаском, многократно прокован и сварен кузнечной сваркой сам с собой или с другими булатами и сталями. Из множества сталей (но далеко не из всех) может быть получен булат практически без изменения химического состава исходного материала, но способность сплава приобрести в процессе кристаллизации характерную для булатов структуру сильно зависит от лигатуры сплава и булаты не получатся из высоколегированных сталей, а из легированных, если получаются, то только низшие сорта булатов.
Хотя современные материалы превосходят булат, для своего времени он являлся непревзойдённым образцом совершенства металла, поэтому до сих пор сохранились энтузиасты, овладевающие искусством его приготовления и обработки, а также продолжающие совершенствовать булаты.

## Технология
Внешне булат отличается наличием беспорядочного узора, который получается при кристаллизации. На эту беспорядочность узора, как на одно из отличий от сварочного дамаска, где узор получается закономерным, указывал ещё Аль-Бируни. 
Русский учёный-металлург Аносов также занимался изучением данной особенности. Аносов разработал 4 пути получения булата:

Сплавление железных руд с графитом, или восстановление и соединение железа с углеродом; сплавление железа при доступе углей, или соединение его предварительно с углеродом и восстановление его посредством закиси железа или с помощью продолжительного отжигания без доступа воздуха; и, наконец, сплавление железа непосредственно с графитом, или соединение его прямо с углеродом.
Первый способ требует чистейших железных руд, не содержащих кроме закиси железа никаких посторонних примесей, в особенности серы. Но подобные руды встречаются чрезвычайно редко, притом и потеря в графите весьма значительна, а успех в насыщении железа углеродом не всегда в зависимости от искусства. Сверх того, руды, по малой относительной тяжести, занимают более объёма, нежели железо, и, заключая в себе металла около половины своего веса, уменьшают количество продукта при одной вместимости с железом до ¼ и даже до ⅛ при одних и тех же прочих расходах. Из этого видно, сколь сей способ дорогостоящ. Таким образом, трудность отыскать в совершенстве первые материалы, случайность соединения железа с углеродом в надлежащей пропорции и дороговизна соделывают сей способ не доступным для введения в большом виде. Но он знакомит и с способом древних и с причиной драгоценности совершенных азиатских булатов, ибо древние скорее могли попасть на способ простой, нежели сложный. Употребление тиглей столь же древне, как и известность золота: ничего не могло быть ближе для древних алхимиков, как испытание плавкой всех тел, похожих по наружному виду на металлы, и в этом случае для них ближе было испытывать графит, нежели для нас, привыкнувших думать, что он не плавится и может быть полезен токмо в тиглях и карандашах.
Второй способ не мог быть введен в употребление по затруднительной ковке при значительном содержании углерода, что происходит, по моему мнению, от недостаточной чистоты кричного железа и от затруднения очистить оное совершенно помощью железной закиси. Железо может быть улучшено способом, употребляемым в Японии и вообще в Азии, продолжительным сохранением в воде или земле, а очищение угля едва ли будет столь совершенно, как в графите.
Третий способ введен уже в употребление, но как литая сталь для сохранения ковкости не может заключать много углерода, то она и составит особый разряд литых булатов, годных на выделку дешевых изделий: ибо пуд литого булата обходится около 10 рублей.
Четвёртый способ, как почитаемый мною удобнейшим и соответственнейшим при наименьших расходах, к получению настоящих булатов.
— П. П. Аносов. «О булатах»

В СССР также проводились эксперименты с булатом, описанные Ю. Г. Гуревичем, который также разработал современную технологию производства булата. 
Советский способ заключался в том, что железо или малоуглеродистую сталь расплавляли в индукционной печи, нагревали до 1650 °C, раскисляли кремнием и алюминием, после чего добавляли углерод в виде графита. В результате получали чугун с 3—4 % содержанием углерода. После эта жидкость немного охлаждалась и в неё порциями подавалась стружка из малоуглеродистой стали или железа, в сумме 50—70 % от массы чугуна. Готовый к отливке расплав находится в кашицеобразном состоянии — в нём взвешены эти частицы. При кристаллизации получался булат с высокоуглеродистой матрицей, в которую вкраплены низкоуглеродистые частицы. Эти частицы науглероживались только снаружи, а внутри сохраняли небольшое содержание углерода (от 0,03 до 1 %, в зависимости от способа охлаждения). Среднее же содержание углерода в матрице составляло около 1,5 %. Для придания дополнительных свойств могут быть добавлены легирующие элементы (например, никель и хром придают булату коррозионную стойкость). Для получения цветастых булатов обычный булат оксидировался при 200—400 °C, что в результате давало сиреневые узоры на фоне золотистой матрицы.